# Carlos O’Connell
Carlos O’Connell (ur. 21 czerwca 1963) – irlandzki lekkoatleta, wieloboista.
Na mistrzostwach Europy w 1986 zajął 17. miejsce w dziesięcioboju, uzyskując 7312 punktów.
Podczas igrzysk olimpijskich w Seulu (1988) zajął 29. miejsce w dziesięcioboju z wynikiem 7310 punktów.
W 1990 poprawił wynikiem 7,63 metra 89-letni rekord Irlandii w skoku w dal. Poprzedni rekord należał od 1901 roku do Petera O’Connora (7,61) – do 1921 był to rekord świata.

## Rekordy życiowe
- Dziesięciobój – 7882 pkt. (1988) rekord Irlandii[4][5]